# Tim Jerks
Tim Jerks est un entraîneur australien de football. Il est le sélectionneur national des Tuvalu et des îles Cook de 2003 à 2010.